# Huashu Dawang
Huashu Dawang (xinès simplificat: 画书大王, pinyin: Huàshū Dàwáng, literalment 'El rei dels llibres de dibuixos', en anglés: Comic's King) va ser la primera revista de còmics de la República Popular de la Xina que recopilava sèries de manga. L'editorial que la publicava s'anomenava Sichuan Xiwang Shudian.
De periodicitat inicialment quinzenal, que evolucionaria fins a esdevenir setmanal, va publicar-se entre el 20 d'agost del 1993 i el 24 d'agost del 1994. La seua aparició s'explica per la popularització de les sèries d'anime, que a la Xina s'emetien sense haver de pagar drets d'autor. La popularitat de les sèries, especialment Saint Seiya, a principis de la dècada, van mostrar que hi havia mercat per a una publicació de manga.
A principis dels anys 1990, les empreses japoneses no estaven interessades en llicenciar material a la Xina, per la qual cosa era relativament senzill fer tirades pirates. El baix cost de les publicacions tingueren un paper en la popularització del manga i del xin manhua, ja que la publicació, a més de sèries japoneses, també publicava obres locals.
Inicialment, el contingut local seguia l'estil del lianhuanhua, però prompte començaren a sorgir obres de manhua que imitaven l'estil japonés, donant origen al xin manhua. La revista publicà les primeres obres de Jiang Ling i Yao Feila, i la producció local, inicialment minoritària, ja era el 60% del contingut en l'últim número. A més, es comercialitzava a les botigues, com si d'una publicació legítima es tractara, la revista tenia publicitat i venda per correu d'altres manga pirata, i incloïa una secció de contactes que serví per a que els primers otaku xinesos es pogueren conéixer.
Del primer número se'n publicaren 20.000 exemplars, que s'esgotarien prompte. Posteriorment, l'edició s'estabilitzaria pels volts dels 600.000 exemplars, demostrant l'èxit de la iniciativa. El lucratiu negoci del manga pirata finalitzaria el 1994, quan les editorials japoneses comencen a denunciar l'ús il·legítim de la seua obra i el govern xinés, que el 1995 trauria el Projecte 5155, tancaria l'editorial. A la televisió pública CCTV, es va fer una amplia cobertura del tancament.